# 太原市第五中学校
太原市第五中学校，简称“太原五中”，是中华人民共和国山西省太原市的一所全日制公办高级中学，也是山西省首批重点中学。创办于清末光绪三十二年（1906年），是山西省创建最早的一所省立中学，現依舊為太原市最重要的中學之一。

## 学校沿革
据史料载，太原五中在建校伊始，选址清代山西贡院（今起凤街东端），初名“山西公立中学堂”。宣统二年（1910年），易名“山西晋阳中学堂”。民国建元（1912年），改名“山西省立模范中学堂”，新辟校门于文瀛湖南畔（今太原市儿童公园）。民国二年（1913），更名“山西省立第一中学”，简称“省立一中”。民国二十四年（1935年），又更名为“山西省立太原中学”。卢沟桥事变后，日本侵略军进逼太原，学校迁往祁县贾令镇，次年返迁太原上马街原“女师”故址。中华人民共和国建立后的1953年，学校改今名，列为华北区重点中学。同年，华北局拨专款130万元，建新校舍于迎泽湖东畔，两年后迁入至今。1981年，該校被確定為山西省首批重點中學。
2019年9月，太原五中新校区校区投入使用。新校区位于龙城南街以南，唐槐路以西。

## 学校规模
学校现有青年路校区、龙城新校区、羊市街校区、邮电校区四个校区。
目前，太原五中青年路校区开设33个教学班，在校学生2000余名，教职工近200名。青年路校区占地面积4.3万平方米，建筑面积3.4万平方米。主要建筑有六层教学楼1幢，实验楼1幢，体育馆1座，综合楼1座，宿舍楼6幢，学生公寓1幢，标准教室32个，专用教室20个，阶梯教室2个。录音设备、闭路电视、幻灯投影、微电脑设备、语音设备齐全。理化仪器1.1万余件，藏书10万余册。300米跑道运动场1.75万平方米，风雨操场5000平方米，校办工厂一个。
太原五中龙城校区位于龙城南街以南、唐槐路以西，于2015年12月正式开工建设，2019年9月竣工并投入使用。龙城校区建设用地东西约563米，南北约250米，规划区域占地面积约11.582公顷，包括综合楼、初高中部教学楼、国际部教学楼、宿舍楼、食堂、体育馆、报告厅、换热站等8栋单体建筑工程，以及室外道路管网工程围墙大门及室外建筑工程，地下车库、地下自行车库等工程。 该项目总投资30497.21万元，设初中12轨制36个班，高中12轨制36个班，国际部24个班，招生4300余人。
羊市街校区是太原五中历史发展过程中逐步形成的重要组成部分。该校区依托优越的地理位置和浓厚的文化底蕴，主要承担部分初中一年级二年级的教学任务。羊市街校区现已开设近20个教学班，日均在校学生数达到1000余人，教师团队规模与全校发展需求基本匹配。校园建筑面积在7千平方米左右。校园内规划布局合理，主要建筑包括一幢多层教学楼、一座实验楼；同时校区还配备了标准化教室、专用实验室和多媒体功能教室，充分满足现代教育的需求。体育设施方面，校区设有室外运动场，配备基础健身器材，为学生体育锻炼提供良好条件。此外，校区在信息化教学设备上也进行了更新改造，配置有先进的多媒体投影设备、音响、网络系统以及安全监控系统，努力为师生营造一个安全、现代、高效的学习和工作环境。
龙城校区（新校区）与青年路校区（老校区）分别独立招生，即两个校区均招收高一、初一新生。

## 争议
2006年2月19日，国家发改委曝光了8所教育乱收费学校，其中太原五中在2004年、2005年招生中，以每生3万元的标准，多招收113名“三限生”，共多收费用339万元。当月20日上午，太原市教育局召开新闻发布会，称太原五中不存在超计划招生问题，有关负责人称，太原五中高中招生收费依据的是山西省教育委员会、省物价局、省财政厅“从山西教育的实际出发”于1999年发出的通知。之后太原五中召开党委会，学习国家有关政策规定，表示要在认真整改的基础上，彻底清理和自查学校招生、收费有关工作。山西省教育厅、太原市教育局责成太原五中就乱收费问题作出深刻检查，并要求在全省和全市立即开展教育收费检查。太原市教育局工作组进驻太原五中督促指导有关整改事项。

## 校训·校风·学风
- 校训：诚正明毅
- 校风：团结、文明、求实、奋进
- 学风：刻苦、进取、踏实、创新

## 历届校长
- 杨喜高
- 章嘉谦
- 王一瑛
- 杨向東

## 杰出校友
- 高君宇
- 贺昌
- 彭真